# دیگو دی سیکو
دیگو دی سیکو (انگلیسی: Diego Di Cecco؛ زادهٔ ۱ ژوئیهٔ ۱۹۹۶) بازیکن فوتبال است.
از باشگاه‌هایی که در آن بازی کرده‌است می‌توان به باشگاه فوتبال پیاچنزا اشاره کرد.